# Kapellbrücke
Kapellbrücke (česky Kapličkový most) je nejstarší zastřešený dřevěný most v Evropě. Je švýcarskou kulturní památkou a symbolem města Lucern. Postaven byl v roce 1333. Pro turisty je důležitým orientačním bodem i atrakcí.

## Most
Most měří asi 200 metrů a vede úhlopříčně přes řeku Reuss. Ve stříškách „kapliček“ jsou trojstranné obrazy pocházející z doby protireformace, kdy představitelé města propagovali loajalitu ke katolické církvi v evangelikálně reformovaném prostředí. Obrazový cyklus původně zahrnoval 158 panelů, do roku 1993 se zachovalo 147 obrazů, z toho zde bylo (po zkrácení mostu v 19. století) vystaveno 110 obrazů. Noční požár dne 18. srpna 1993 zničil část mostu i s obrazy, proto byly vytvořeno 146 kopií. Most byl opraven a slavnostně otevřen 14. dubna 1994. V karnevalové sezóně bývají obrázky sejmuty a nahrazovány karnevalovými motivy. O něco dále na západ se nachází druhý most přes řeku Reuss, ten pochází z roku 1407 a v 17. století byl vyzdoben pochmurnou galerií obrazů tanců smrti.

## Vodní věž
Věž u mostu je starší, byla postavena po roce 1262. Věž je osmihranná, stojí na jižním konci kapličkového mostu, je 35 metrů vysoká a byla součástí městského opevnění. V průběhu let sloužila jako vězení, v podkroví bývala mučírna a nějakou dobu byl ve věži přechováván i státní poklad. Stěny bývalého žaláře jsou silné tři metry, nejsou v nich žádná okna či dveře. Přístup byl možný pouze stropním poklopem z vyššího patra. K tomuto účelu byl objekt používán do roku 1759, poté sloužil jako úložiště státní pokladny, státního archivu i archivu městského. Tento druh využití byl nahrazen prodejnou se suvenýry. Ve vodárenské věži žije pod dohledem ornitologů největší kolonie rorýse velkého (Tachymarptis melba) ve středním Švýcarsku.

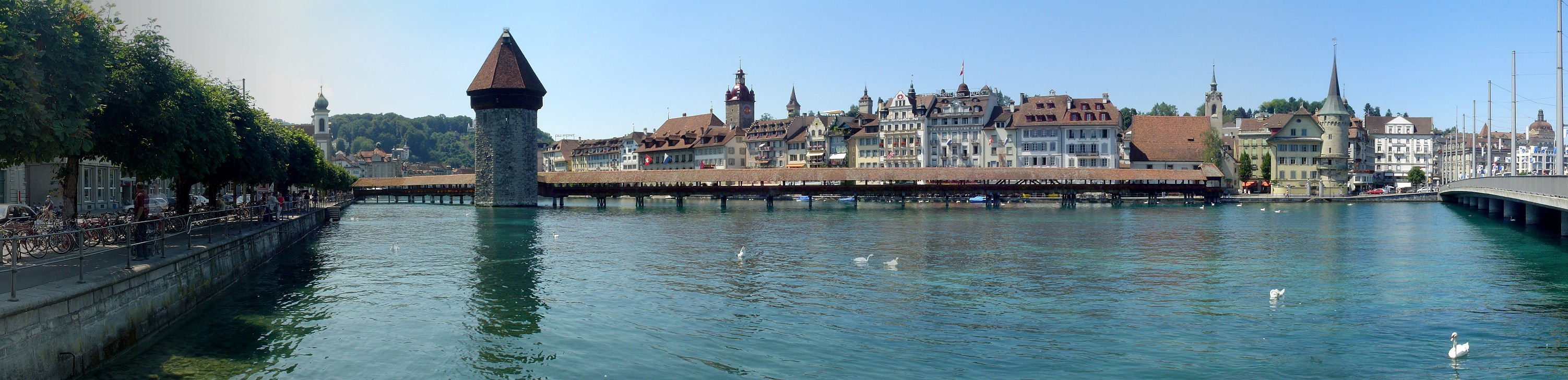

## Galerie

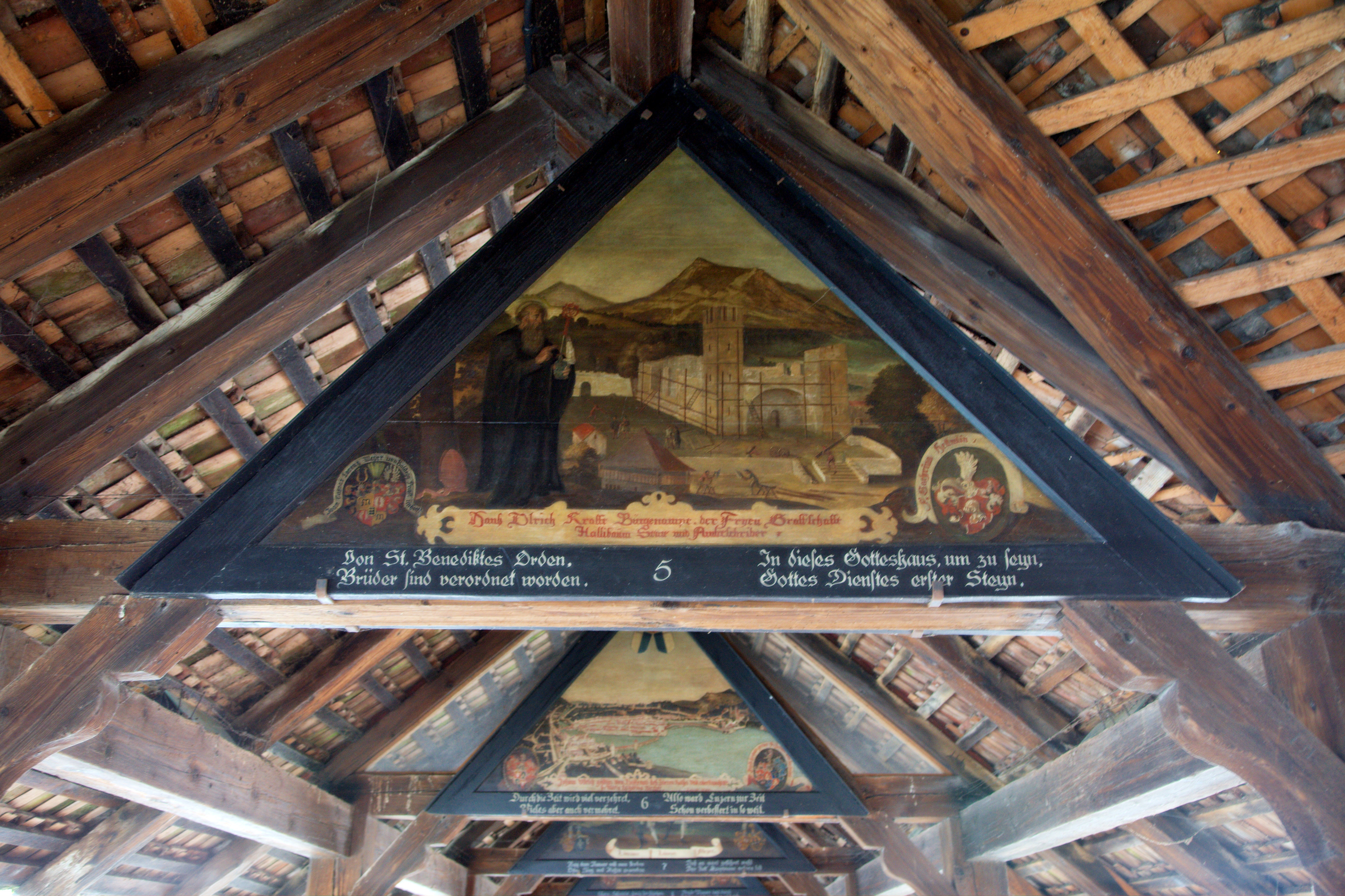
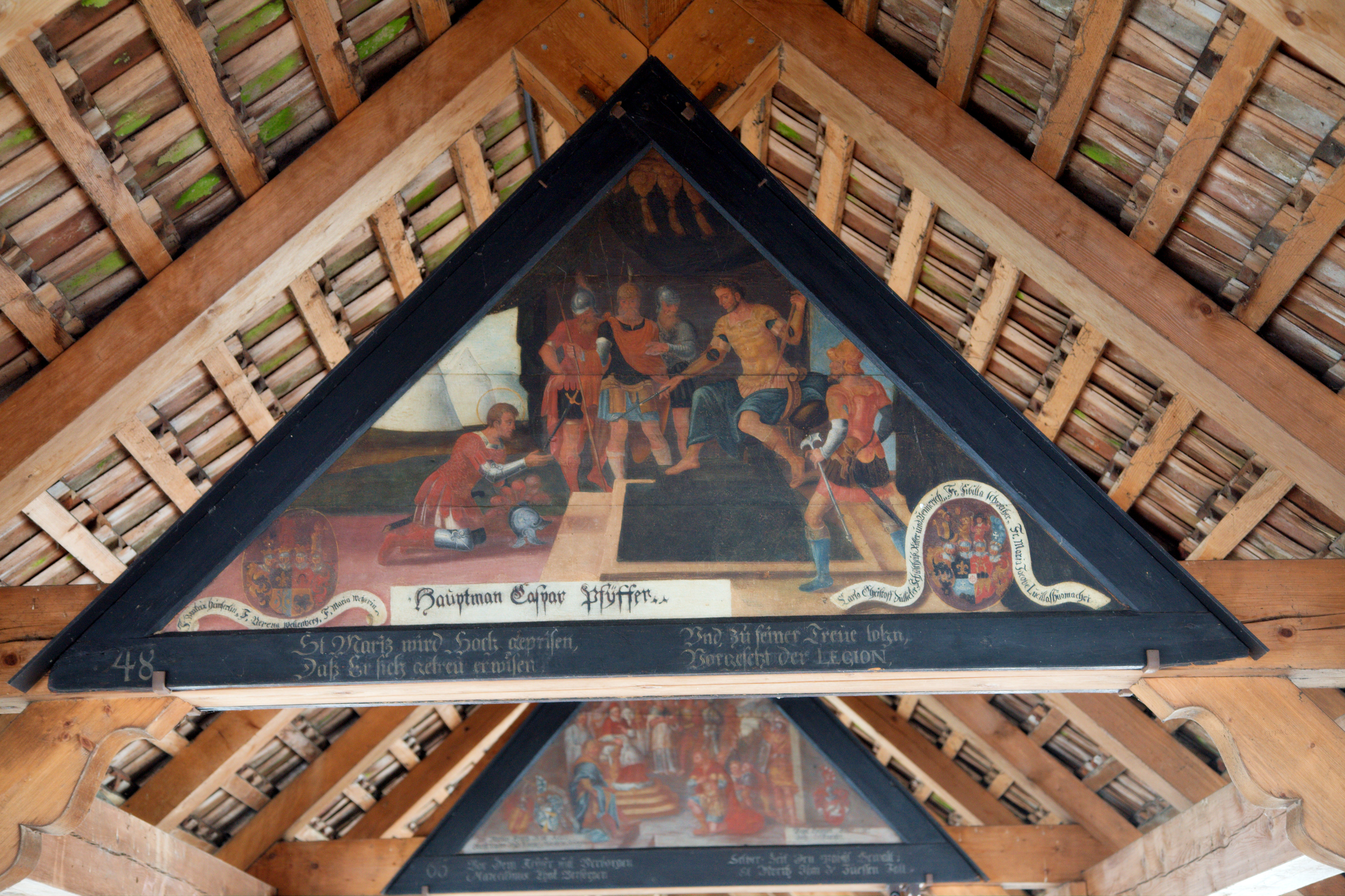
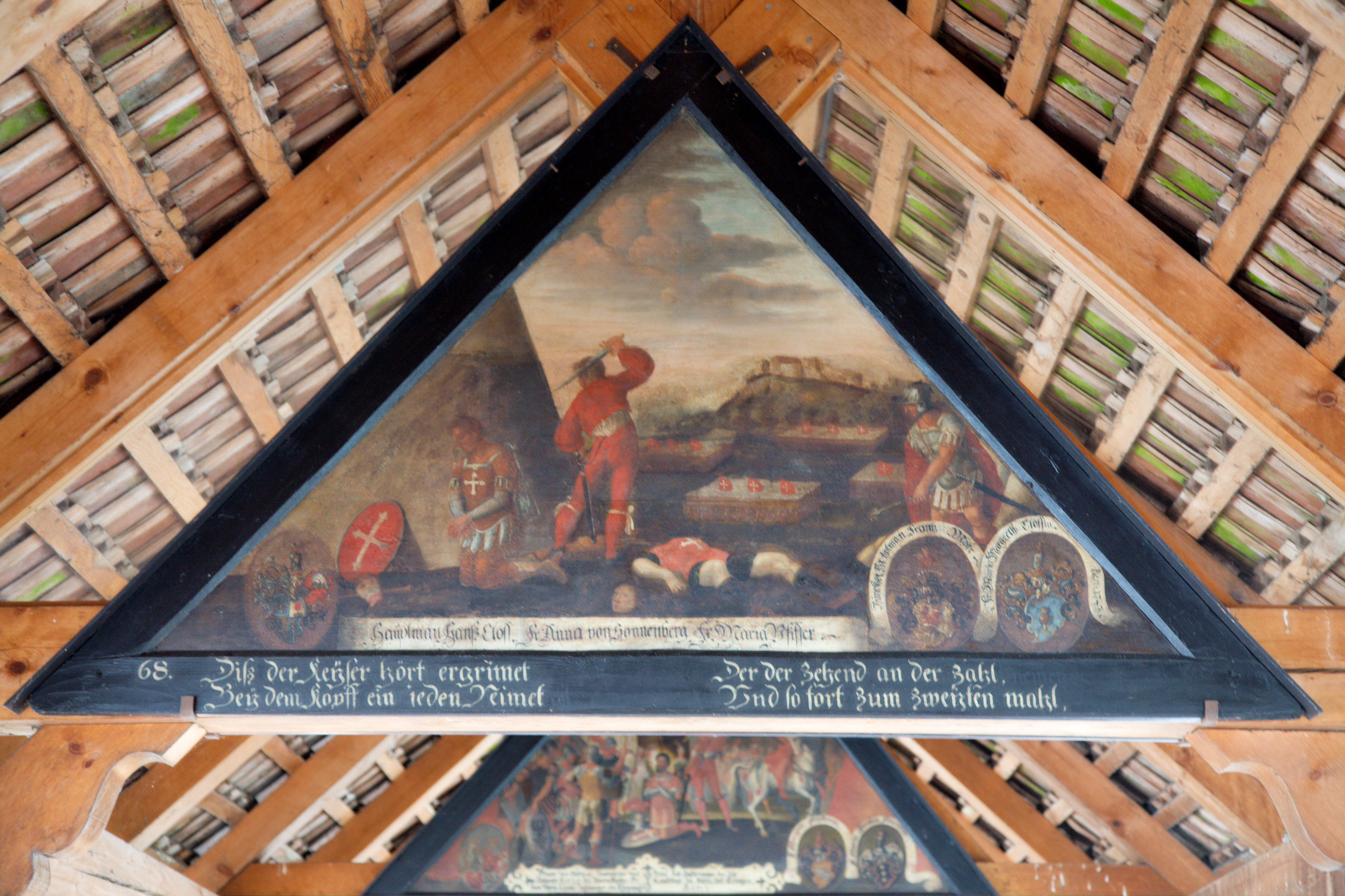
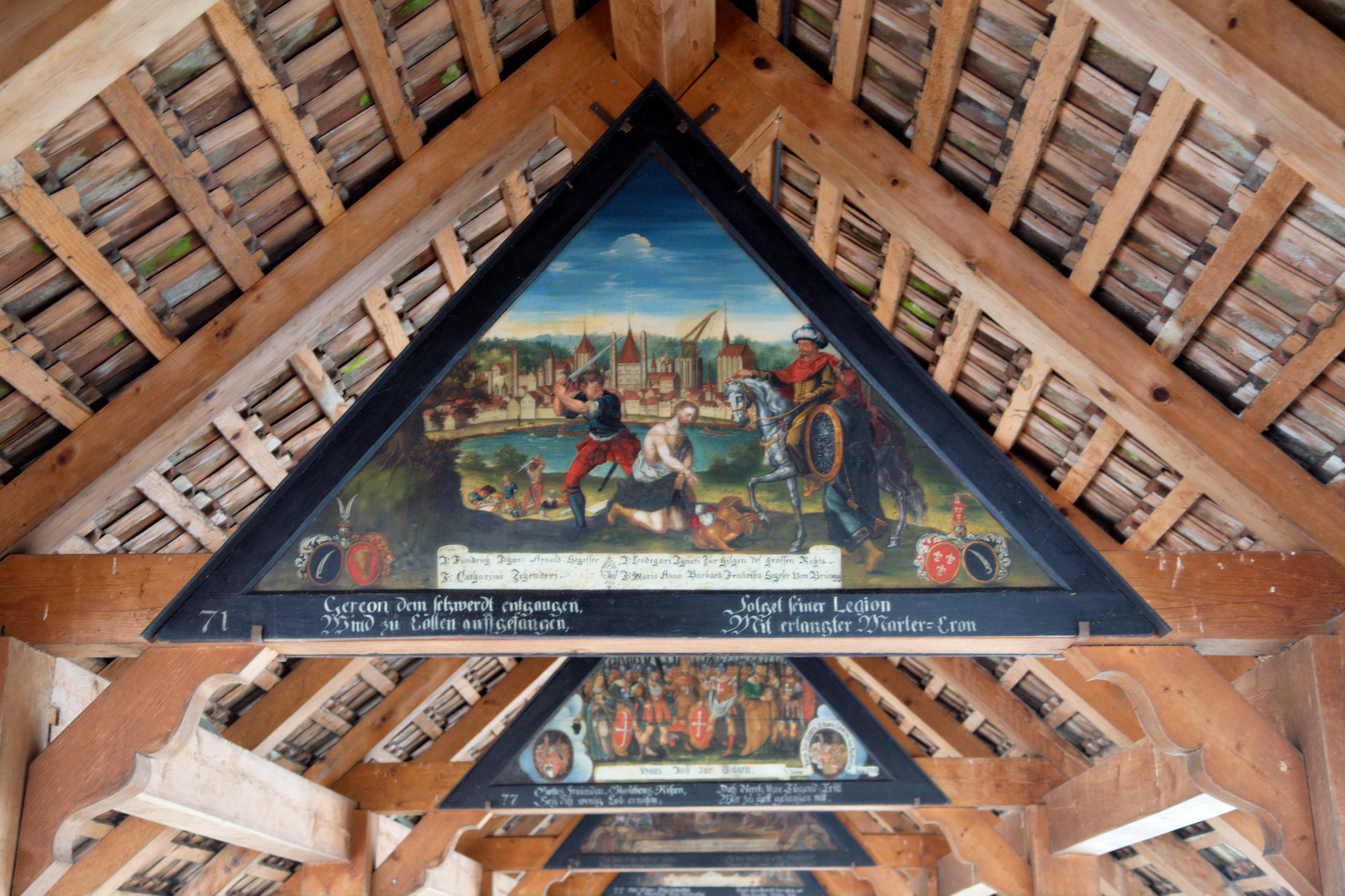
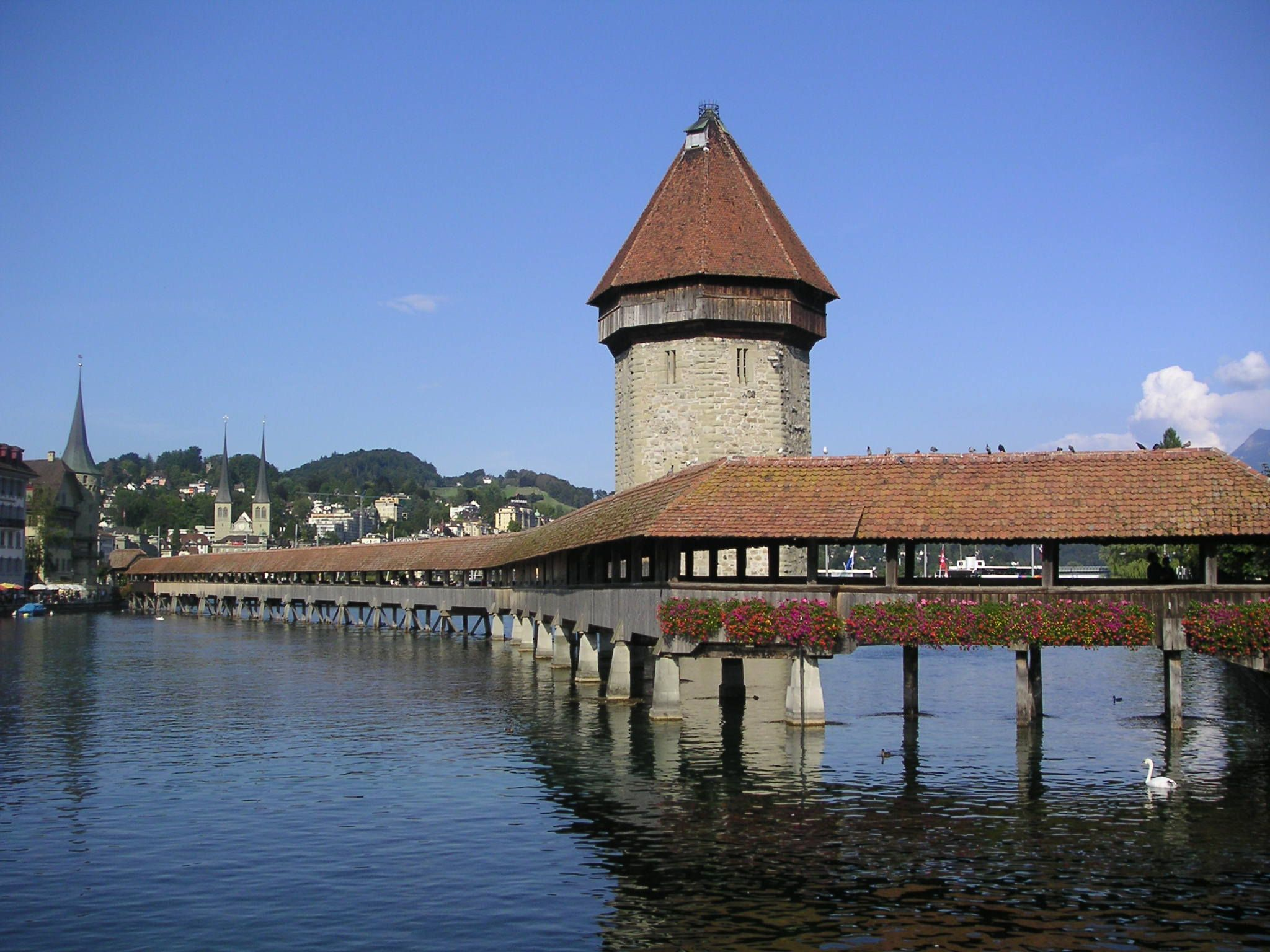
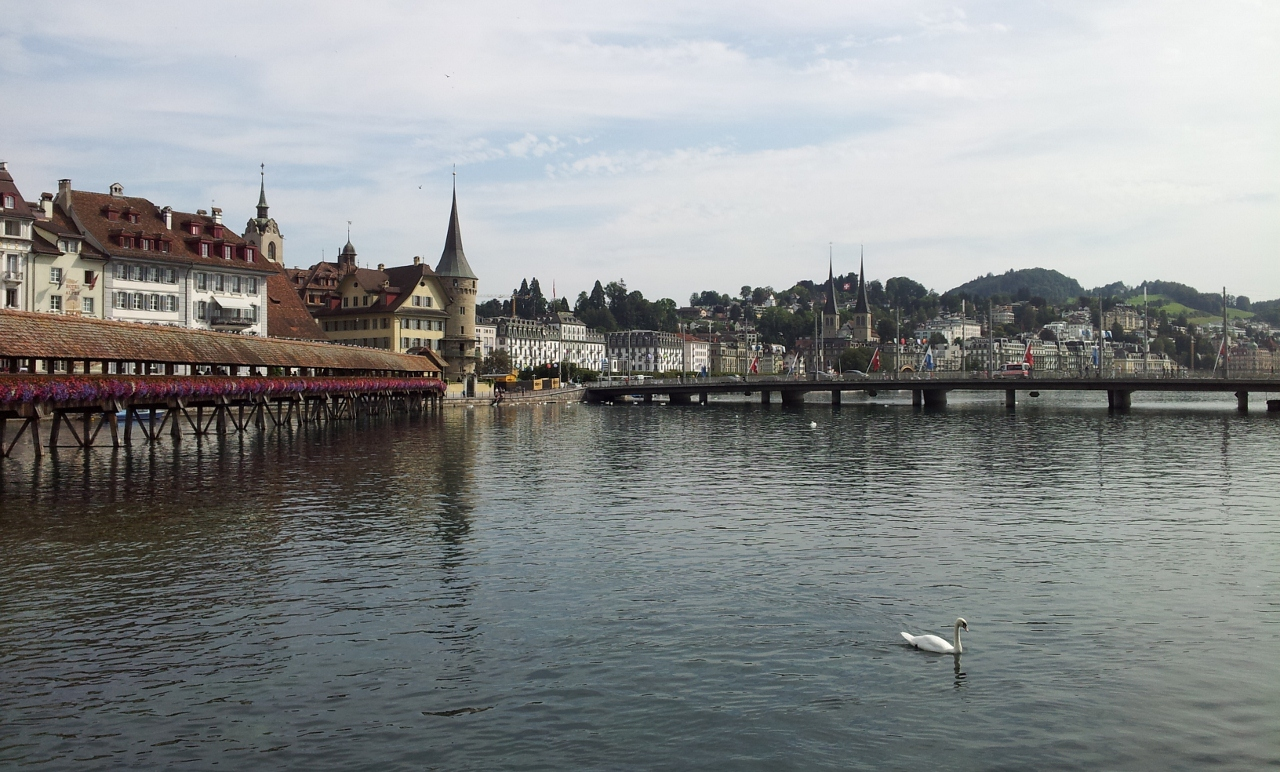
Galerie „Tanec smrti“ byl na 2. mostě